# Wenn der Krake erwacht
Wenn der Krake erwacht, englischer Originaltitel The Kraken Wakes, ist ein Science-Fiction-Roman des britischen Autors John Wyndham.
Der Roman schildert in der Form einer Ich-Erzählung im Rückblick die Invasion der Erde durch eine außerirdische Zivilisation, die im Meer beginnt und beinahe zur Vernichtung der Menschheit führt.

## Veröffentlichungen
Das Original erschien im Juli 1953 durch Michael Joseph in Großbritannien, im selben Jahr auch in den USA als Out of the Deeps bei Ballantine. Neuere britische Ausgaben erschienen beim Verlag Penguin.
Eine erste deutsche Ausgabe erschien unter dem Titel Kolonie im Meer im Jahre 1962. 1988 folgte die Veröffentlichung in der Phantastischen Bibliothek bei Suhrkamp unter dem Titel "Wenn der Krake erwacht".

## Handlung
Während ihrer Hochzeitsreise werden die Journalisten Mike und Phyllis Watson Zeugen, wie rote Kugeln vom Himmel fallen. Der Kapitän des Kreuzfahrtschiffes versucht, Überlebende zu bergen, doch nicht einmal Wrackteile werden gefunden. Er erzählt den Journalisten davon, dass bereits andere Seeleute ähnliche Sichtungen gemacht haben.
Mike gibt der EBC – dem Radiosender für den das Ehepaar arbeitet – eine Meldung durch. Mike Watson wird schnell zum Ansprechpartner für dieses und ähnliche Ereignisse und ihm werden weitere Meldungen über die unbekannten Flugkörper zugeschickt. Diese sind anscheinend in kleinen Gruppen unterwegs und landen nie an Land, sondern stets unter Wasser. Während des Kalten Krieges beschuldigen sich anfangs die westliche Welt und der Ostblock, für diese Vorfälle verantwortlich zu sein. Auch die Bevölkerung – sofern sie sich dafür interessiert – geht größtenteils von neuer Technologie der Russen aus. Das amerikanische Militär schießt eine der Kugeln ab und schnell schließen sich andere Nationen an und zerstören viele der Kugeln bei Sichtung.
Mike und Phyllis versuchen sich zwischenzeitlich an anderen Projekten und Phyllis erleidet eine Fehlgeburt, so dass sie etwas überrascht sind, als Captain Winter die beiden Journalisten – die sich inzwischen durch die Berichterstattung einen Namen gemacht haben – einlädt, um über eine Expedition zu berichten. Das Militär geht inzwischen von einer außerirdischen Invasion aus. Sie möchten die Fremden beobachten und ein Expeditionsteam an eine der Stellen schicken, an der besonders viele Kugeln ins Wasser flogen. Das Schiff, mit dem Phyllis und Mike reisen, hat eine Tauchkugel an Bord, diese wird mit zwei Männern und Kameras in die Tiefe hinab gelassen. Doch das Abtauchen bis zum Meeresgrund ist nicht möglich, da dieser an dieser Stelle zu tief hinunter reicht. Der Kontakt zur Tauchkugel bricht ab und beim Versuch, diese hinaufziehen, wird klar, dass irgendetwas die Metallkabel mühelos durchschnitten hat. Bald verschwinden ganze Schiffe spurlos von den Meeren. Waffentests als Reaktion bleiben erfolglos, bei einem Waffentest im Meer verschwindet sogar eine Bombe, welche bald darauf von den Fremden gegen die Menschen eingesetzt wird. Die Fremden haben ihren ersten Sieg damit erreicht, dass so gut wie keine Schifffahrt mehr stattfindet.
Der Wissenschaftler Dr. Bocker forderte in seinen Thesen anfangs, zu verhandeln. Nun muss auch er einsehen, dass die Fremden bekämpft werden müssen. Doch seine Ansichten werden in der Öffentlichkeit nicht ernst genommen. Auch als er davon berichtet, dass Angriffe auf Inseln stattfanden, glaubt die Öffentlichkeit nicht an einen Zusammenhang mit den Fremden unter Wasser, sondern an Panikmache und zu große Fantasie. Die beiden Journalisten begleiten in Abstimmung mit Captain Winter dennoch ein Forschungsteam von Dr. Brocker auf eine Insel. Nach einigen Angriffen auf andere Inseln wird das Team nun tatsächlich Zeuge eines Angriffs. Aus dem Meer kommen Maschinen – sogenannte Seepanzer – an Land und verschießen gallertartige Netze. Alles organische, was damit in Berührung kommt, wird in den Panzer gezogen. Die Journalisten und Fotografen können so endlich die Gefahr glaubhaft machen. Die Technik, die organische Stoffe beinhaltet, erscheint so fremdartig, dass sie nicht verstanden werden kann. Doch Bockers Empfehlung, alle Küstenregionen zu schützen, findet der Großteil der Bevölkerung übertrieben, da sie nur kleine Inseln gefährdet sehen, aber nicht England und die großen Kontinente. Phyllis erbt ein Haus von einer Tante. Dieses verkauft sie und kauft für sich und Mike stattdessen ein Haus in einer hochgelegenen Region auf dem Land. Dort arbeiten sie an anderen Projekten für die EBC, wenn sie nicht in London sind.
Bald darauf erfährt Mike von einem Angriff auf die spanische Küste. Die Bevölkerung nimmt nun die Gefahr ernst und die Menschheit lernt schnell, sich zu wehren, und zerstört die Seepanzer meistens schon bei den Versuchen, an Land zu kommen. Bald scheinen die Fremden die Angriffe eingestellt zu haben, da kaum einer der Seepanzer den Weg zurück ins Meer schafft. Der Krieg gegen die Fremden scheint gewonnen.
Nur Bocker warnt weiter und glaubt an einen Zusammenhang mit dem Anstieg des Meeresspiegels. Doch die Presse zieht erneut über Bocker her. Erst als ganze Eisblöcke gesichtet werden, fängt die Bevölkerung langsam an ihm zu glauben, dass die Fremden die Polkappen schmelzen. Das Vertrauen in die Regierung nimmt immer mehr ab als deren Notfallpläne gegen Hochwasser scheitern. Wegen des angestiegenen Meeresspiegels werden viele Orte evakuiert und in London bleiben nur wenige Menschen zurück. Auch Mike und Phyllis bleiben mit einem Team der EBC, welche bald darauf mit der BBC zusammengelegt wird, zurück. Als Plünderungen in London überhandnehmen, wollen sie sich ebenfalls evakuieren lassen. Doch ein kurz zuvor evakuierter Freund rät ihnen ab. Dieser war mit anderen Journalisten von der Regierung evakuiert worden und ist mit dieser untergebracht. Die übrige Bevölkerung glaubt dieser nicht mehr und es gibt vermehrt Angriffe auf Regierung und Militär. Phyllis wird immer depressiver und Mike reist mit ihr in einem Segelboot zu ihrem Nebenwohnsitz. Dieser ist inzwischen zu einer kleinen Insel geworden. Ihr Haus wurde zwar geplündert, doch hatte Phyllis zuvor einen kleinen Bunker gemauert und mit Vorräten bestückt, den sie oberirdisch als Geräteschuppen getarnt hatte. Neben den anderen Einheimischen leben auch einige Flüchtlinge auf der Insel. Die beiden haben als vorher zugezogene Rückkehrer einen Sonderstatus und bleiben von weiteren Plünderungen verschont.
Eines Tages bemerken sie einen Hubschrauber. Dr Bocker war an Bord und berichtet den beiden, dass die Polkappen inzwischen vollends geschmolzen sind und das Wasser nicht weiter steigen wird. Er ist mit einem Teil der Regierung den Angriffen entkommen. Auch im Kampf gegen die Fremden gibt es Neues zu berichten. So haben die Japaner eine Möglichkeit gefunden, Ultraschallwaffen auf den Meeresgrund zu bringen, so dass die Fremden erstmals effektiv angegriffen werden konnten. Sie haben auch die Baupläne über Funk durchgegeben und in den USA gehen diese Waffen nun in Massenanfertigung. Mike und Phyllis sollen ihre Arbeit als Journalisten wieder aufnehmen und der Bevölkerung davon berichten. Die einzelnen Gruppen von Überlebenden – es sind in Großbritannien noch ca. 10 % der ursprünglichen Bevölkerung – können Hoffnung schöpfen. Die Zivilisation kann somit wieder Einzug nehmen und die Plünderungen werden ein Ende finden, wenn die einzelnen Gruppen nun dank der Medien wieder miteinander sprechen und handeln können. Bocker kehrt mit dem Hubschrauber zurück und Mike und Phyllis wollen ihm bald folgen und diese Aufgabe in Angriff nehmen.

## Stil
Der Roman berichtet auf sachliche Art und Weise die Ereignisse im Rückblick. Dabei werden dem Leser nur die Auswirkungen der Außerirdischen bekannt, sie selbst treten nie auf und bleiben den Protagonisten wie dem Leser verborgen.
Dem Roman ist Alfred Tennysons Gedicht The Kraken (1830) vorangestellt, aus dem sich auch der Titel The Kraken wakes ableitet.
Besonders im ersten Teil des Werks werden viele Einflüsse der UFO-Hysterie der 1940er und 1950er Jahre verarbeitet, mit der sich Wyndham auch beschäftigte.

## Rezeption
Michael Drewniok bezeichnet in seiner Rezension des Werks auf buchwurm.info und phantastik-couch.de das Werk als kleinen Klassiker des Genres. Der Tenor des Werks sei kühl und sachlich, dadurch würde die Geschichte jedoch noch intensiver. Das England in der Geschichte sei von skurrilen, aber liebenswerten Menschen bevölkert, es gebe das Bild des guten alten Englands wieder.
Auch Branislav L. Slantchev als Rezensent bei Götterdämmerung.org zählt das Werk zu den besten Wyndhams. Dadurch, dass die Aliens ständig im Verborgenen bleiben und der Leser nichts von ihnen erfährt, sowie durch den sachlichen Stil, wird die Geschichte nach Meinung Slantchevs noch beängstigender, als es das Szenario allein ist.

## Hörspiel
Vom Westdeutschen Rundfunk wurde 1967 als „Kolonie im Meer“ eine Hörspielfassung von Carl Dietrich Carls (Buch) und Heinz-Dieter Köhler (Regie) mit Hansjörg Felmy, Xenia Pörtner und Dieter Borsche produziert.